# کاخ مندلی
کاخ مَندَلِی 

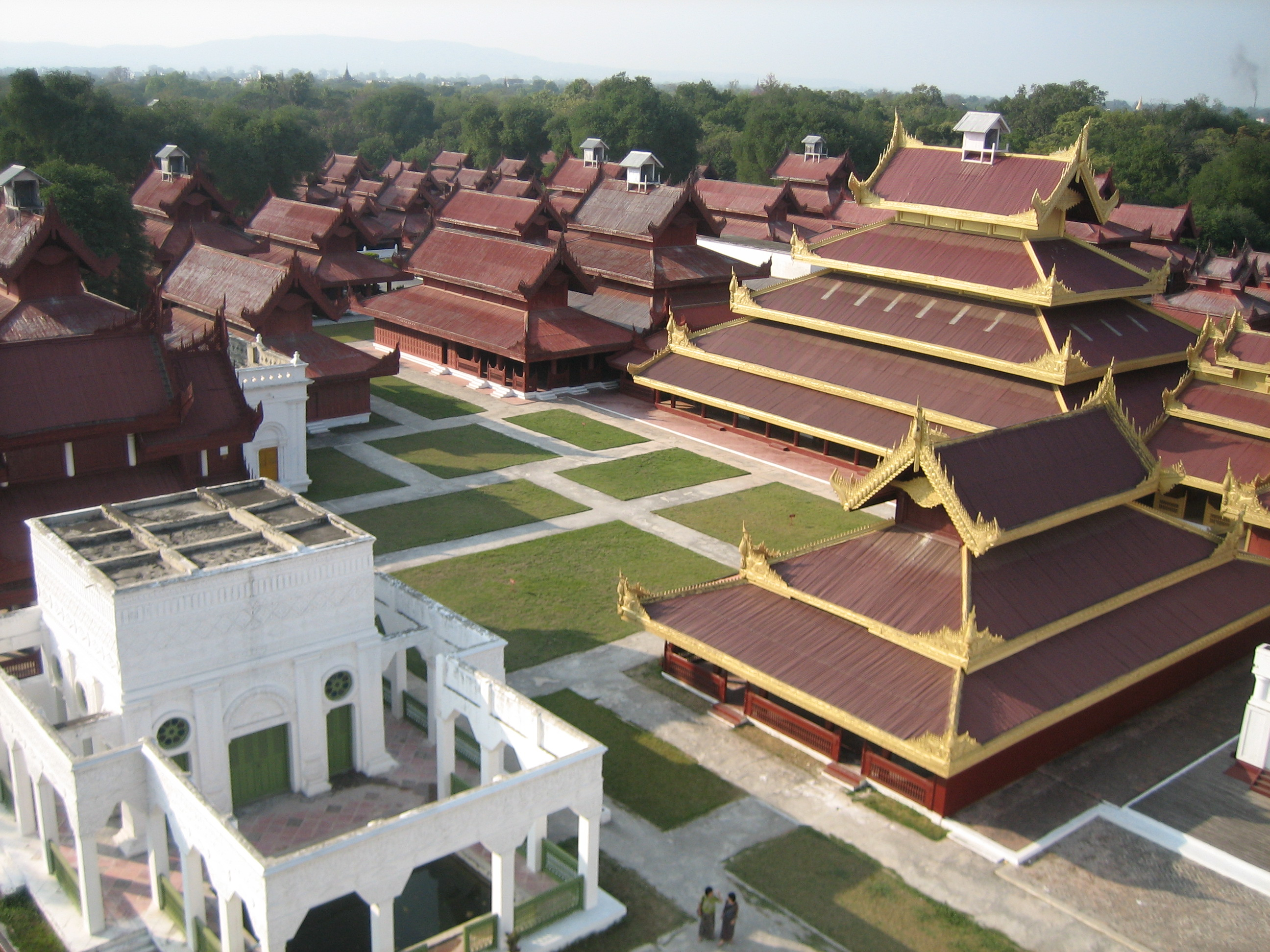
نمایی هوایی از ساختمان‌های کاخ مندلی.

(به برمه‌ای: မန္တလေး နန်းတော်)، کاخ سلطنتی متعلق به دودمان کونبانگ در شهر مَندَلِی، برمه است.
کاخ مندلی در جریان جنگ سوم انگلو-برمه به دست ارتش بریتانیا افتاد. کاخ در جریان جنگ جهانی دوم توسط نیروهای متفقین بمباران شد و بخش اعظم ساختمان‌های کاخ از بین رفت.
در پی زلزله ۷/۷ ریشتری در مارچ ۲۰۲۵، بخش هایی از این کاخ تخریب شد.

## نگارخانه

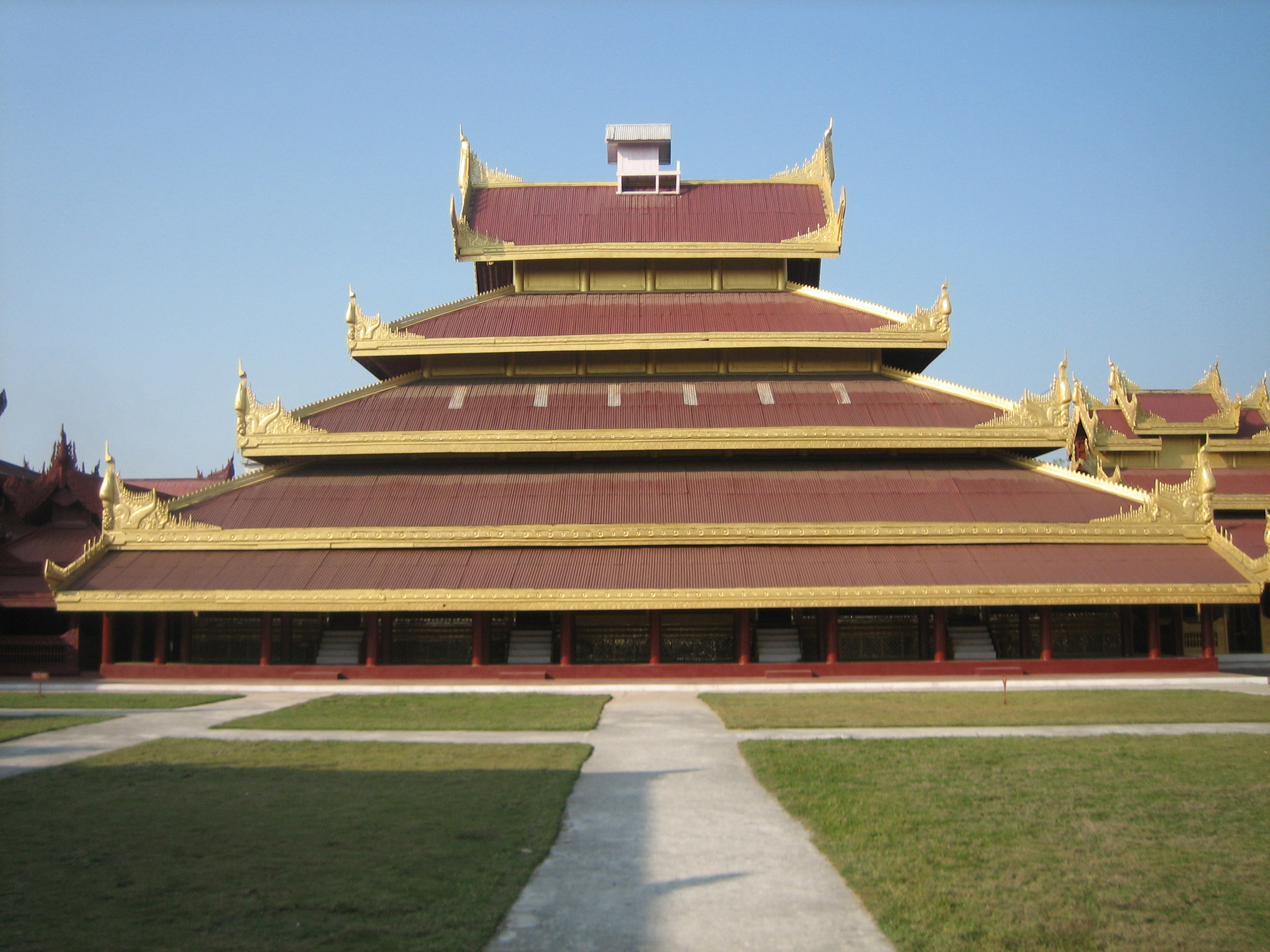
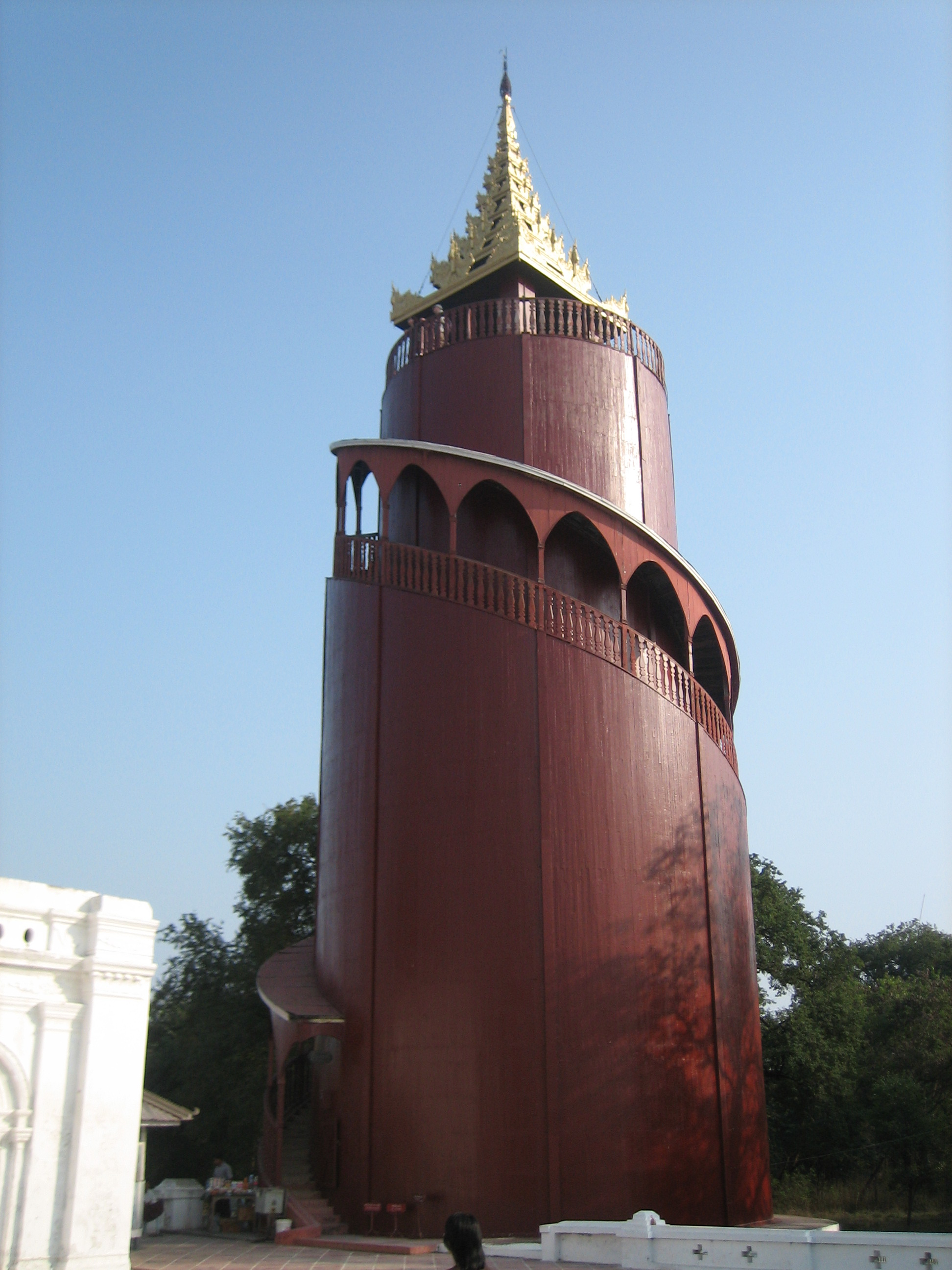
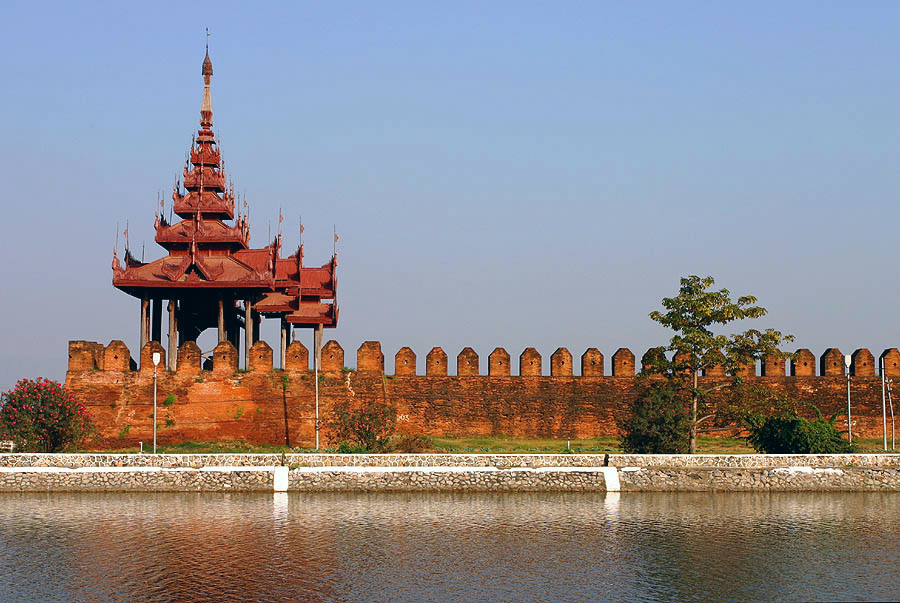